# Carrog
Carrog és un poble de Denbighshire, Gal·les. Anteriorment el seu nom era Llansanffraid-Glyn Dyfrdwy, ja que formava part de la parròquia civil de Llansanffraid Glyndyfrdwy. Agafa el seu nom modern de l'estació de ferrocarril de la Great Western Railway que hi ha a l'altra banda del riu Dee, la qual va prendre el nom de la finca Carrog, que hi ha en aquell costat. Possiblement aquest canvi de nom va ser per evitar confusió amb la següent estació, Glyn Dyfrdwy i amb la de Llansanffraid Glan Conwy.
L'estació de ferrocarril de Carrog forma part de la línia Llangollen Railway i és un lloc de desdoblament de la via per a maniobres. Actualment s'ha fet una extensió fins a Corwen, més enllà del baixador de Bonwm Halt. Un resident notable de Carrog és Peredur Lynch, que es va graduar a la universitat de Bangor i més tard esdevingué un historiador literari especialitzat en poesia gal·lesa. Carrog té un escola primària, Ysgol Carrog, de més de 100 anys d'antiguitat.